# Monument à l'Indien
Le monument à l'Indien (en italien : Monumento all'Indiano) est un cénotaphe en pierre, situé dans le parc des Cascine à Florence.

## Histoire et description
Il a été construit en 1870 par le sculpteur britannique Charles Francis Fuller. Le monument a la forme d'un baldaquin de style indien, soutenu par quatre colonnes, sous lequel se trouve le buste sculpté du défunt prince indien Rajaram Chuttraputti de Kolhapur avec une inscription en quatre langues : italien, anglais, hindi et punjabi.
Le jeune prince était de retour d'un voyage à Londres – où il était allé étudier et saluer la reine d'Angleterre. Alors qu'il séjournait à Florence, au Grand Hôtel de la Piazza Ognissanti il a été frappé par une maladie soudaine qui l'a emporté le 30 novembre 1870, à l'âge de vingt-et-un ans.
Son corps a été enterré selon le rite hindouiste, à la confluence de deux cours d'eau (ici, l'Arno et le Mugnone), où ont été dispersées ses cendres.
Une dédicace complète sur le socle explique :

« MONUMENTO ALLA MEMORIA DEL PRINCIPE

INDIANO RAJARAM CHUTTRAPUTTI,

MAHARAJAH DI KOLHAPUR, MORTO A

VENTUN'ANNO IN FIRENZE IL XXX GIORNO

DI NOVEMBRE MDCCCLXX, QUANDO

DALL'INGHILTERRA TORNAVA ALLA PATRIA »

— CHARLES MANT, CAPTAIN R.E. ARCHITECT.
L'événement a suscité à l'époque la curiosité de nombreux Florentins, qui sont venus en nombre assister à la cérémonie, et le lieu fut dès lors appelé l'Indiano.
En 1872, a été construit à proximité un bâtiment qui servait de café public, et qui prit le nom de Palazzina Indiano ou palazzina dell'Indiano.
En 1972 a été construit un pont à proximité du monument, qui prit le nom de ponte all'Indiano.